# Летава (Словаччина)
Лєтава (словац. Lietava) — село, громада округу Жиліна, Жилінський край, регіон Горне Поважіє. Кадастрова площа громади — 10,01 км².
Населення 1524 особи (станом на 31 грудня 2017 року).

## Історія
Лєтава згадується 1318 року.

## Населення
| Рік:            | 1994. | 2004.    | 2014.   | 2024.    |
| --------------- | ----- | -------- | ------- | -------- |
| Кількість осіб: | 1291  | 1450     | 1454    | 1728     |
| Різниця:        |       | +12,31 % | +0,27 % | +18,84 % |

| Рік:            | 2023. | 2024.   |
| --------------- | ----- | ------- |
| Кількість осіб: | 1712  | 1728    |
| Різниця:        |       | +0,93 % |